# (4147) Lennon
(4147) Lennon es un asteroide perteneciente al cinturón de asteroides descubierto el 12 de enero de 1983 por Brian A. Skiff desde la Estación Anderson Mesa, en Flagstaff, Estados Unidos.

## Designación y nombre
Lennon fue designado inicialmente como 1983 AY.
Posteriormente, en 1990, se nombró en honor del músico británico John Lennon (1940-1980), antiguo miembro de la banda de rock The Beatles.

## Características orbitales
Lennon orbita a una distancia media del Sol de 2,361 ua, pudiendo alejarse hasta 2,554 ua y acercarse hasta 2,169 ua. Tiene una excentricidad de 0,08141 y una inclinación orbital de 5,736 grados. Emplea en completar una órbita alrededor del Sol 1325 días.

## Características físicas
La magnitud absoluta de Lennon es 13 y el periodo de rotación de 137 horas.